# Епікаста

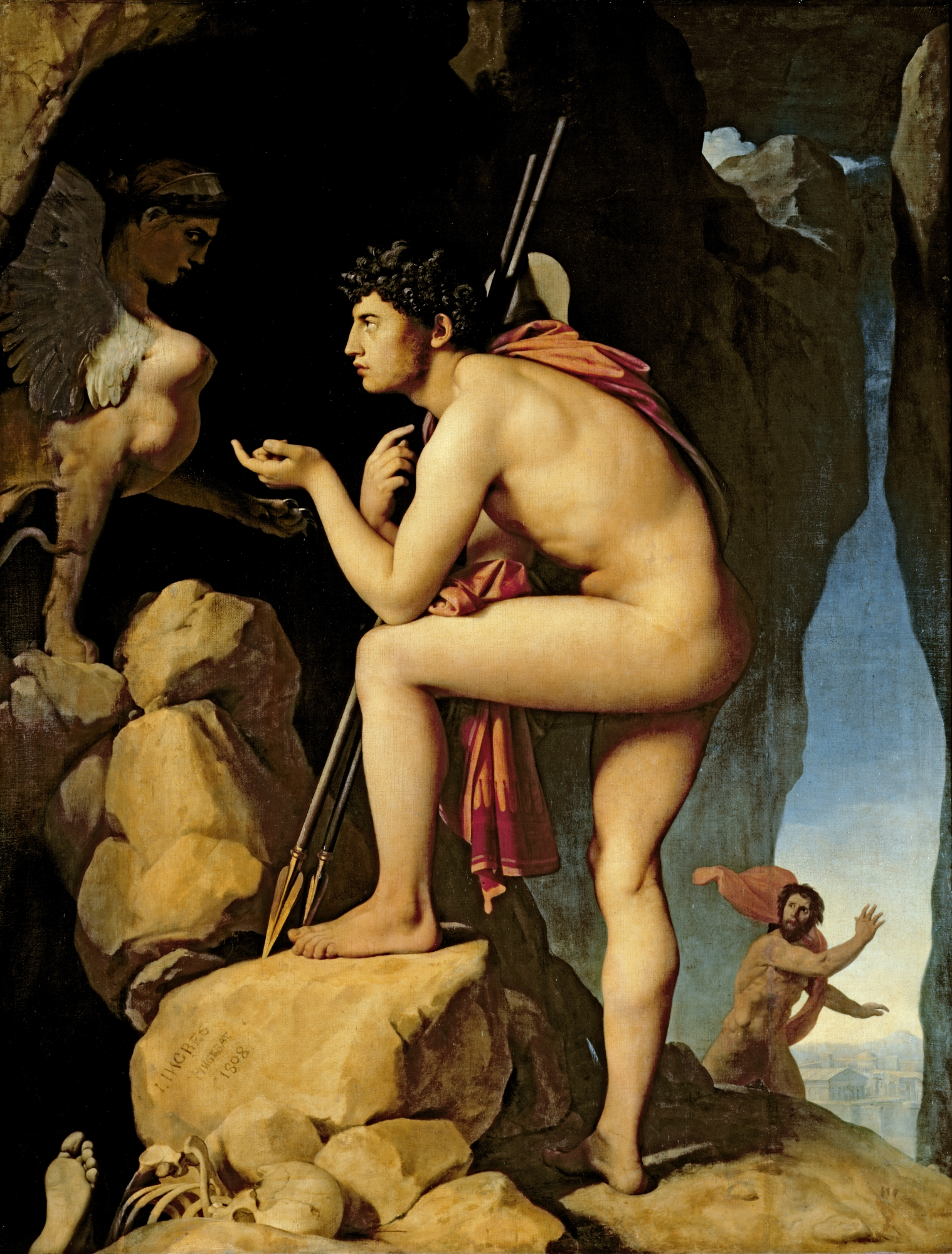
Едіп — син та чоловік Іокасти

Епікаста, також Йокаста або Іокаста (грец. Iοκαστη) — дочка Менекея. За однією з версій, дружина Лаія, від якого народила сина Едіпа, що згодом став її чоловіком. Це призвело Йокасту до самогубства.
Епікаста — дочка Калідона;
Епікаста — дружина Агамеда, мати Трофонія.